# Olivette
Olivette ist eine Stadt im St. Louis County im US-Bundesstaat Missouri. Das U.S. Census Bureau hat bei der Volkszählung 2020 eine Einwohnerzahl von 8.504 ermittelt.

## Geographie
Die Koordinaten von Olivette liegen bei 38°40'23" nördlicher Breite und 90°22'38" westlicher Länge.
Nach Angaben der United States Census 2010 erstreckt sich das Stadtgebiet von Olivette über eine Fläche von 7,20 Quadratkilometer (2,78 sq mi).

## Bevölkerung
Nach der United States Census 2010 lebten in Olivette 7737 Menschen verteilt auf 3068 Haushalte und 2216 Familien. Die Bevölkerungsdichte betrug 1074,6 Einwohner pro Quadratkilometer (2783,1/sq mi).
Die Bevölkerung setzte sich 2010 aus 60,9 % Weißen, 23,9 % Afroamerikanern, 10,7 % Asiaten, 0,2 % amerikanischen Ureinwohnern, 1,7 % aus anderen ethnischen Gruppen und 2,6 % stammten von zwei oder mehr Ethnien ab.
In 35,8 % der Haushalte lebten Personen unter 18 Jahre und in 10,1 % Menschen die 65 Jahre oder älter waren. Das Durchschnittsalter betrug 41,8 Jahre und 46,9 % der Einwohner waren männlich.

## Belege
1. ↑  Explore Census Data Total Population in Olivette city, Missouri. Abgerufen am 2. Februar 2023.
2. ↑   United States Census
3. ↑   American Fact Finder